# Sarang Bulan
Sarang Bulan is een bestuurslaag in het regentschap Empat Lawang van de provincie Zuid-Sumatra, Indonesië. Sarang Bulan telt 998 inwoners (volkstelling 2010).